# ダラーラ・320
ダラーラ・320（Dallara 320）は、イタリアのレーシングカーコンストラクター、ダラーラが製作したフォーミュラカーである。ユーロフォーミュラ・オープン・チャンピオンシップと全日本スーパーフォーミュラ・ライツ選手権で使用されている。